# Manuel de Cámara y Cruz
Manuel de Cámara y Cruz fue un arquitecto y político canario nacido en Santa Cruz de Tenerife en 1848 y fallecido en 1921.

## Biografía
Entre 1872 y 1883 fue arquitecto municipal de Santa Cruz de Tenerife siendo el autor del Edificio Villasegura, la Residencia de los Padre Claretianos, el Templo Masónico de Santa Cruz de Tenerife o las obras del barrio de los Hoteles para la Sociedad de Edificación y Reformas Urbanas. Entre 1877 y 1897 fue el arquitecto de la Diócesis Nivariense, pero el obispo Jacinto María Cervera y Cervera lo aparta de dicho cargo, sustituyéndolo por Mariano Estanga debido al retraso en el inicio de las obras de construcción de la Catedral de La Laguna que le había sido encargada.
Fundó el periódico republicano El Ideal y fue concejal y alcalde accidental del Ayuntamiento de Santa Cruz de Tenerife, así como diputado provincial por La Orotava y Presidente de la Sociedad Económica de Amigos del País de Santa Cruz de Tenerife. Fundó la Sociedad de Higiene de Santa Cruz de Tenerife y formó parte de la Comisión para el Plan de Saneamiento de Salubridad del Puerto y la Ciudad. Entre junio de 1908 y febrero de 1921 fue presidente de la Junta Obras del Puerto de Santa Cruz de Tenerife, llevando a cabo el primer Plan General de Ampliación y Mejoras del Puerto de Santa Cruz de Tenerife, con los ingenieros Pedro Mattos Massieu y Antonio Pérez Núñez.